# گاوماهی کندویی
گاوماهی کندویی (نام علمی: Acanthostracion polygonius) نام یک گونه از تیره صندوق‌ماهیان است.